# Giovanni da Baiso
Giovanni da Baiso (* in Baiso (Emilia-Romagna) (?); † 1390) war ein italienischer Holzschnitzer.
Er war der Sohn des Maurers Benedetto und Begründer einer bekannten Holzschnitzerfamilie, zu der seine Söhne Alberto und Tommasino da Baiso und sein Enkel Arduino gehören.
1374 fertigte er das Chorgestühl für die nicht mehr erhaltene Kirche S. Maria del Carrobbio in Bologna, heute in der Capella Bolognini (oder Cappella dei Re Magi) in San Petronio in Bologna. 1384 fertigte er das Chorgestühl für San Domenico in Ferrara, dass er auch signierte.